# Élections fédérales australiennes de 1961
Des élections législatives et sénatoriales fédérales se tiennent le 9 décembre 1961 en Australie afin de renouveler les 122 sièges de la Chambre des représentants et 31 des 60 sièges du Sénat.
Les résultats donnent une courte majorité de 62 sièges aux Libéraux/Nationaux contre 60 sièges pour les Travaillistes, malgré une légère minorité en nombre de voix.